# Цээл (Туве)
Цээл (монг. Цээл) — сомон аймака Туве, Монголия.
Центр сомона — Оргил находится в 199 километрах от города Зуунмод и в 169 километрах от столицы страны — Улан-Батора.
Развита сфера обслуживания, есть школа, больница, мастерские.

## География
На территории сомона постираются горы Хуулийнхаан (1707 метров), Баянхайрхан (1400 метров), Давхар (1224 метров) и др. Большую часть территории занимают равнинные долины Цээл, Бурд, Аргалант. Водятся волки, лисы, косули, манулы, тарбаганы, зайцы.
Климат резко континентальный. Средняя температура января -23°С, июня +17-18°С. В год в среднем выпадает 250-300 мм осадков.
Имеются запасы золота, свинца, строительного сырья.